# (10888) Yamatano-orochi
(10888) Yamatano-orochi est un astéroïde de la ceinture principale.

## Description
(10888) Yamatano-orochi est un astéroïde de la ceinture principale. Il fut découvert le 6 décembre 1996 à Nachikatsuura par Yoshisada Shimizu et Takeshi Urata. Il présente une orbite caractérisée par un demi-grand axe de 3,19 UA, une excentricité de 0,08 et une inclinaison de 18,1° par rapport à l'écliptique.

## Compléments